# ЕТК
ЕТК, полное название Закрытое акционерное общество «Енисейтелеком», сокращённый вариант: ЗАО «ЕТК» — бывший крупнейший оператор сотовой связи Красноярского края, работающий в стандартах GSM-900/1800, CDMA-450 и EVDO. В 2011—2015 годах являлась дочерней компанией ОАО «Ростелеком» с долей 100 %. Предоставляла услуги стандартов CDMA-450 и EVDO под торговой маркой «Wellcom».
ЕТК являлась Координирующим оператором Сибирского региона, действующим членом Международной Ассоциации GSM, сотрудничала более чем с 220 зарубежными операторами сотовой связи и с двумя операторами спутниковой связи. Благодаря этому абонентам ЕТК и сетям региональных операторов Сибирского региона доступны услуги GSM-роуминга практически на всей территории земного шара.

## История
Компания «Енисейтелеком» была зарегистрирована 30 ноября 1995 года в форме закрытого акционерного общества при участии красноярского ОАО «Электросвязь» и американской компании Russian Telecommunications Development Holdings Corporation (RTDHC). Официально начала свою деятельность 2 апреля 1997 года (считалась Днём рождения компании). В первый год деятельности число абонентов составляло 2159 человек, а коллектив компании насчитывал чуть более 10 сотрудников. Первым стандартом, по которому работал «Енисейтелеком», был NMT-450i. 
16 августа 1999 года компания первой запустила стандарт сотовой связи GSM-900 на территории Красноярского края, количество абонентов превысило 5000 человек. В том же году в качестве инструмента изменения сложившегося тогда в обществе стереотипа о дороговизне и сложности услуг мобильной связи в прямой рекламе, акциях и при создании имиджевой продукции компания использовала игровые персонажи. Достаточно длительное время одним из символов «Енисейтелекома» был забавный кот с сотовой трубкой. Позднее образ «Енисейтелекома» трансформировался в более серьезный, лаконичный и деловой. Лицом компании и героем рекламных обращений стал молодой бизнесмен. 
22 декабря 2000 года в компании «Енисейтелеком» подключен 10 000 абонент. 
1 февраля 2001 года число абонентов превысило 13 000 пользователей, а 5 марта того же года — 15 000.
В августе 2001 года был открыт филиал в Норильске.
В 2002 году компания запустила один из самых популярных молодежных проектов — GSM-MAX. В офисах выстраивались очереди на подключение к нему, а некоторые абоненты до сих пор не меняют этот тариф.
В 2003 году число абонентов превысило 100 000 пользователей. 
В 2005 году «Енисейтелеком» отметил свое новоселье, переехав в новое здание по ул. Качинской, 20. 
1 июля 2005 года компания начала работать в республике Хакасия. 
С 1 марта 2006 года компания предоставляла услуги под брендом «ЕТК». Новый фирменный стиль компании был разработан дизайн-группой «ArtStyle» и бренд-агентством «Медиафабрика», появился новый слоган «Приятного общения!». В это же время число абонентов превысило миллион пользователей.
В декабре 2006 года ЕТК был удостоен Национальной премии «Лучшая компания-2006». И это лишь одна из многочисленных наград, которые завоевала компания. 
В декабре 2007 года ЕТК стала лауреатом Национальной премии «Лидер экономики России».
В апреле 2008 года компания была удостоена звания «Социально-ответственная компания 2008», получив премию «За социальную ответственность бизнеса».
В сентябре 2008 года компания ЕТК представила мобильный комплекс связи (МКС) на Байкальском экономическом форуме, позволяющий создать локальную зону мобильной связи, там, где это необходимо в данный момент, без постройки постоянной базовой станции.
В августе 2009 года была запущена в действие GSM-сеть в республике Тыве.
В январе 2011 года ЕТК завершил глобальную модернизацию сети в Норильске, что позволило абонентам получить скорость доступа в Интернет до 3,1 Мбит/с.
С 1 декабря 2011 года компания предоставляла услуги под брендом «Ростелеком-ЕТК», а с 17 сентября 2012 года — под брендом «Ростелеком». 
В августе 2014 года завершена реорганизация в форме перехода ЗАО «РТ-Мобайл» (в том числе ЕТК) в операционное управление Tele2 Россия.
В январе 2015 года началась реорганизация ЗАО «РТ-Мобайл» и других активов в форме присоединения к Tele2 Россия:
- 31 июля в Красноярском крае произошёл перевод абонентов на Tele2.
- 4 сентября в Республиках Хакасия и Тыва произошёл перевод абонентов на Tele2.
- 11 сентября в Алтайском крае произошёл перевод абонентов на Tele2.

16 июня 2015 года компания Tele2 Россия завершила реорганизацию в форме присоединения 33 дочерних компаний. Все присоединённые компании, в том числе ЗАО «ЕТК», прекратили своё существование и были исключены из реестра юридических лиц.

## Статистика
По состоянию на апрель 2011 года имел более 2 млн. абонентов.
Лицензионное покрытие — Красноярский край, Республика Хакасия, Республика Тыва, Кемеровская область, Алтайский край и Республика Алтай.
Услуги сотовой связи в стандартах GSM-900/1800 предоставлялись на территории Красноярского края и республики Хакасия. В Красноярске, Емельяново, Дивногорске, Зеленогорске, Ачинске, Канске, Сосновоборске, Норильске, Талнахе и Кайеркане под маркой WELLCOM оператор предоставлял услуги связи третьего поколения на базе сети стандарта IMT-MC 450.